# قومية توسعية
القومية التوسعية هي شكل راديكالي عدواني من القومية أو القومية العرقية التي تتضمن وعيًا عرقيًا مستقلاً ومتزايدًا ومشاعر وطنية مع مخاوف وكراهية تركز على «الآخرين» أو الشعوب الأجنبية، مما يؤطر الإيمان بالتوسع أو التعافي من الأراضي المملوكة سابقًا من خلال الوسائل العسكرية.  

## التاريخ
تمت صياغة المصطلح في أواخر القرن التاسع عشر   حيث انغمست القوى الأوروبية في «التدافع على إفريقيا» (1880 وما بعده) باسم المجد القومي، إلا أن المصطلح كان أكثر ارتباطًا  مع الحكومات العسكرية خلال القرن العشرين،   بما في ذلك إيطاليا الفاشية وألمانيا النازية والإمبراطورية اليابانية ودول وسط وشرق أوروبا مثل ألبانيا (ألبانيا الكبرى) وبلغاريا (بلغاريا الكبرى) وكرواتيا (كرواتيا الكبرى) والمجر (المجر الكبرى) ورومانيا (رومانيا الكبرى) وصربيا (صربيا الكبرى). 

## أيديولوجيا
تتميز القومية التوسعية عن القومية المدنية بمناصرتها للشوفينية والعنصرية، وإيمانها بتفوق الأمة والهيمنة مقترنة بالحق الحصري في تقرير المصير. لا تعتبر الدول متساوية فيما يتعلق بحقها في تقرير المصير، بل يُعتقد أن بعض الدول تمتلك خصائص أو صفات تجعلها أعلى من غيرها. لذلك تؤكد القومية التوسعية على حق الدولة في زيادة حدودها على حساب جيرانها.  